# Känd från TV
Känd från TV är en svensk komedifilm från 2001, skriven och regisserad av Fredrik Lindström.

## Handling
Alexander (Johan Rheborg) har blivit känd som programledare för TV-program av det lättare slaget. Egentligen drömmer han dock om att slå sig till ro och skaffa familj. En dag träffar han en gammal klasskompis, Ralf (Kristian Luuk), som har skrivit ett manus som refuserats av flera förlag. Alexander går med på att ge ut detta i sitt eget namn och bryr sig inte om att läsa manus. När boken kommer ut får den en enorm uppmärksamhet på grund av dess mycket kontroversiella angrepp på kärnfamiljen. Alexander tvingas att fortsätta ljuga och stå för åsikter han inte ens delar.

## Om filmen
- Filmen diskuterar kändisbegreppet och sätter det i samband med alienationen i storstadssamhället.
- Filmens affisch hade World Trade Center i bakgrunden, trots att byggnaderna inte syns i filmen. Affischerna plockades bort efter 11 september-attackerna och ersattes med neutral bakgrund som kostade 80 000 kronor.[2]

## Rollista (urval)
- Johan Rheborg – Alexander
- Alexandra Rapaport – Åsa, journalist
- Kristian Luuk – Ralf
- Martina Haag – Ensam mamma
- Cecilia Frode – Camilla
- Pia Johansson – Alexanders förläggare
- Karolina Rahm – Gaby, Åsas väninna
- Rasmus Acking – Ralfs son
- Alexander Wiberg – Förläggarens son, liten talroll.
- Claudia Galli Concha – Broderslös tjej i New York